# ونزدی آدامز
ونزدی فِرایدِی آدامز (به انگلیسی: Wednesday Friday Addams) یک شخصیت تخیلی و تنها دختر خانواده آدامز، از شخصیت‌های خیالی خلق‌شده توسط کاریکاتوریست آمریکایی، چارلز آدامز است. این شخصیت از سال ۱۹۶۴ در طیف گسترده‌ای از اقتباس‌های رسانه‌ای ظاهر شده و توسط چندین بازیگر ازجمله لیزا لورینگ، کریستینا ریچی، جنا اورتگا و صداپیشگی کلویی گریس مورتس به تصویر کشیده شده‌است.

## ریشه
نام اعضای خانواده آدامز که نخستین بار در سری کارتون‌های نیویورکر در سال ۱۹۳۸ ظاهر شدند، فاش نشده بود. زمانی که شخصیت‌ها برای سریال تلویزیونی ۱۹۶۴ اقتباس شدند، چارلز آدامز، ونزدی را بر اساس اشعار کودکانه مبنی بر «کودک چهارشنبه سرشار از پریشانی است» نامید. جوآن بلیک، بازیگر و شاعر، یکی از آشنایان چارلز آدامز، ایده این نام را ارائه کرد. در سریال تلویزیونی ۱۹۶۴ نام میانی او «فرایدی؛ Friday» است. ونزدی خواهر پاگزلی و تنها دختر گومز و مورتیشیا آدامز است. اقتباس‌های قبلی، او را به‌عنوان خواهر کوچک‌تر نشان می‌دهند، درحالی‌که اقتباس‌های بعدی ونزدی را به‌عنوان فرزند بزرگ‌تر خانوادهٔ آدامز به تصویر می‌کشند.
در نسخه اسپانیایی، نام او «Miércoles» (چهارشنبه به اسپانیایی) است. نام او در آمریکای لاتین مرلینا است. در نسخه برزیلی او واندینا («واندا کوچولو» به پرتغالی) است. در فرانسه، نام او «Mercredi» (چهارشنبه به فرانسوی) و در ایتالیا نام او «Mercoledì» (چهارشنبه به ایتالیایی) است.

## ظاهر و شخصیت
ونزدی آدامز دختری است که درگیر مفهوم «مرگ» است. او بیشتر آزمایش‌هایش را روی برادرش پاگزلی برای «سرگرمی» یا برای تنبیه او انجام می‌دهد. ونزدی بارها سعی کرده پاگزلی را بکشد. او از پرورش عنکبوت و تحقیق در مورد مثلث برمودا لذت می‌برد. او به دلیل شخصیت گوتیک خود، تمایل به مبهوت‌کردن مردم دارد.
بارزترین ویژگی‌های ونزدی، پوست رنگ‌پریده و گیسوبافته‌های بلند و تیره‌رنگ او است. او به‌ندرت احساسات خود را ابراز می‌کند و به‌طور کلی سرد است. ونزدی معمولاً یک لباس مشکی با یقهٔ سفید، و جوراب‌ها و کفش مشکی می‌پوشد.
در سریال‌های دهه ۱۹۶۰، او خوش‌اخلاق است و به عنوان فویل برای عجیب‌وغریب‌بودن پدر و مادر و برادرش عمل می‌کند، اگرچه سرگرمی مورد علاقه او پرورش عنکبوت است. او همچنین یک رقصنده باله است. اسباب‌بازی مورد علاقه ونزدی عروسک ماری آنتوانت است که برادرش سر آن را (به درخواست او) با گیوتین می‌زند. او در قسمت آزمایشی سریال تلویزیونی شش سال سن دارد. در یک قسمت، او چندین عروسک بدون سر دیگر نیز دارد. او همچنین نقاشی رسم می‌کند (از جمله تصویری از درختان با سر انسان) و شعری می‌نویسد که به عنکبوتش هومر، حیوان خانگی مورد علاقه‌اش، تقدیم شده‌است. ونزدی به طرز فریبنده‌ای قوی است. او می‌تواند پدرش را با جودو به زمین بیندازد.
ونزدی با لورچ، آبدارباشی غول‌پیکر خانواده‌شان، رابطهٔ خویشاوندی نزدیکی دارد. در فیلم ۱۹۹۱، او به شکلی تاریک‌تر به تصویر کشیده شده‌است. او تمایلات سادیستی و شخصیتی تاریک نشان می‌دهد و مشخص می‌شود که علاقه عمیقی به مثلث برمودا داد و از یکی از اجدادش (خاله بزرگ کالپورنیا آدامز) تحسین می‌کند، که در سال ۱۷۰۶ به عنوان جادوگر زنده سوزانده شده بود. در دنباله سال ۱۹۹۳، او حتی تاریک‌تر نشان داده می‌شود: او یک گربه را زنده دفن می‌کند، و سعی می‌کند سر برادر نوزادش، پوبرت، را با گیوتین بزند، و سپس کمپ چیپوا را به آتش می‌کشد و جوئل، یکی از هم‌کمپی‌هایش را تا حد مرگ می‌ترساند.
در سریال پویانمایی و سریال تلویزیونی کانادایی خانواده آدامز جدید از دهه ۱۹۹۰، ونزدی ظاهر و ذائقه خود را برای تاریکی و شکنجه حفظ می‌کند. او طوری به تصویر کشیده می‌شود که رضایت والدینش را دارد و پاگزلی را به صندلی می‌ببندد و او را با اتو و یخ شکنجه می‌کند.
در موزیکال برادوی خانواده آدامز، ونزدی ۱۸ ساله است و موهای کوتاهی دارد. تاریکی و خصلت‌های سایکوپاتی او کاهش یافته‌است، و او عاشق لوکاس بینکه می‌شود. ونزدی در موزیکال، از برادرش پاگزلی بزرگتر است.
در ونزدی آدامز بزرگسال، یک مجموعه اینترنتی پارودی، ونزدی، با بازی ملیسا هانتر، با ماهیت تاریک و سادیستی خود و با قیطان‌های بلند بازیابی می‌شود (اگرچه مانند نسخه‌های اصلی، هرگونه اعمال وحشتناک واقعی فقط به‌طور ضمنی اشاره شده‌است و ممکن است خارج از دوربین اتفاق بیفتد). این نسخه از ونزدی به بزرگسالی او، پس از ترک خانه خانوادگی‌اش می‌پردازد. در قسمت سوم از فصل دوم این این مجموعه اینترنتی، ونزدی یک جفت اراذل را مجازات می‌کند؛ این قسمت توجه رسانه‌ها را به خود جلب کرد. در حالی که این رفتار مورد توجه طرفداران قرار گرفت، بنیاد تی و چارلز آدامز، صاحبان حق تکثیر خانواده آدامز، سریال را به دلیل نقض حق نسخه‌برداری پرچم‌گذاری کردند که منجر به حذف موقت آن از یوتیوب شد، با این حال از سال ۲۰۱۶ این سریال دوباره انتصاب شده‌است.
در نسخه پویانمایی ۲۰۱۹ با همین عنوان، ونزدی ماهیت بی‌عاطفه و تمایلات سادیستی خود را حفظ می‌کند، و سعی می‌کند پاگزلی را دفن کند و یک قلدر را در مدرسه عذاب می‌دهد. با این حال، او از زندگی مخوف و سرپناه خود نیز خسته شده‌است و می‌خواهد با وجود مخالفت‌های مادرش، دنیا را ببیند. این منجر به دوستیِ او با پارکر نیدلر می‌شود و این دو ویژگی‌های یکدیگر را می‌پذیرند و ونزدی در یک نقطه لباس‌های رنگارنگ می‌پوشند

## تصویرسازی‌ها

کریستینا ریچی در نقش ونزدی در خانواده آدامز.

نقش ونزدی را لیزا لورینگ در سریال تلویزیونی اصلی ایفا می‌کند، هرچند او بدخواهانه‌تر از نسخه‌های کارتون‌ها توصیف می‌شود. در اولین مجموعه پویانمایی از هانا-باربرا، صدای او توسط سیندی هندرسون ارائه شد. هندرسون صداپیشگی همان شخصیت را در یکی از قسمت‌های فیلم‌های جدید اسکوبی دو انجام داد. در سری دوم پویانمایی از هانا باربرا، صداپیشگی او بر عهده دبی دری‌بری است.
در برنامهٔ تلویزیونی ویژه تعطیلات سال ۱۹۷۷، هالووین با خانواده آدامز جدید، لیزا لورینگ نقش ونزدی بزرگسال را بازی می‌کند که مهمانان خود را با فلوت سرگرم می‌کند و می‌تواند پیام‌های کمک رمزگذاری‌شده از سوی اعضای خانواده‌اش که زندانی شده‌اند را بشنود و درک کند و کمک برای آزادی آنها را فراهم می‌کند. در فاصله زمانی بین سریال اصلی تلویزیونی و این فیلم تلویزیونی، والدین او دو فرزند دیگر داشتند که دقیقاً شبیه پاگزلی و ونزدی هستند.
در فیلم خانواده آدامز (۱۹۹۱) و دنباله آن ارزش‌های خانواده آدامز (۱۹۹۳) ونزدی با دقت بیشتری همانند نسخهٔ کمیک، و حتی تاریک‌تر به تصویر کشیده می‌شود. شخصیت ونزدی تندخو است، و او علاقه‌ای بیمارگونه برای آسیب‌رساندن به برادرانش، پاگزلی و بعداً پوبرت دارد. در هر دو فیلم، کریستینا ریچی نقش او را بازی می‌کند. در فیلم ارزش‌های خانواده آدامز، ونزدی و پاگزلی به یک کمپ تابستانی برای «بزرگسالان جوان ممتاز» به نام کمپ چیپ‌وا فرستاده می‌شوند، که در آنجا جوئل گلیکر (با بازی دیوید کرامهولتز) عاشق ونزدی می‌شود. او از شرکت در نمایشنامهٔ گری گرنجر که محصول موسیقی اولین روز شکرگزاری است، امتناع می‌کند. او، پاگزلی و جوئل در «کلبه هارمونی» حبس می‌شوند و مجبور می‌شوند فیلم‌های خانوادگی شاداب را تماشا کنند تا رفتار ضداجتماعی خود را مهار کنند. ونزدی هنگامی که از کلبه بیرون می‌آید، تظاهر می‌کند که دلسرد شده و می‌پذیرد که نقش پوکاهانتس را بازی کند، اگرچه لبخند او در نهایت باعث ترس کسانی که آنجا کمپ کرده‌اند و همچنین دشمن مو بلوندش می‌شود. او در طول نمایش رهبریِ سایر طردشدگان اجتماعی را برعهده می‌گیرد، که همگی به عنوان بومیان آمریکایی انتخاب شده‌اند، و سپس آن‌ها را در طول یک شورش رهبری می‌کند و گری، بکی و آماندا را دستگیر می‌کند و اردوگاه را با پاگزلی و جوئل در هرج و مرج ترک می‌کند. پیش از رفتن، ونزدی و جوئل یکدیگر را می‌بوسند. با این حال، در پایان فیلم، ذکر می‌شود که ونزدی، اگرچه به وضوح از جوئل خوشش می‌آید، پس از اینکه موضوع ازدواج مطرح می‌شود، عمداً سعی می‌کند او را تا حد مرگ بترساند.
ونزدی توسط نیکول فوگر در فیلم ویدیویی تجدید دیدار خانواده آدامز و مجموعه تلویزیونی خانواده آدامز جدید که هر دو در سال ۱۹۹۸ تولید شدند، به تصویر کشیده شده‌است.
زوئی ریچاردسون در هیپودروم بیرمنگام در نقش ونزدی آدامز در اقتباسی موزیکال از خانواده آدامز روی یخ در نوامبر ۲۰۰۷ ظاهر شد.
موزیکال خانواده آدامز در آوریل ۲۰۱۰ در برادوی با بازی کریستا رودریگز در نقش ونزدی به نمایش درآمد. این شخصیت که اکنون ۱۸ ساله است، یک «زن شده‌است» و دیگر از گیسوبافته برجسته خود استفاده نمی‌کند. در مارس ۲۰۱۱، کریستا رودریگز با ریچل پاتر در نقش ونزدی در بازیگران برادوی جایگزین شد. این تولید نخستین تور ملی خود را در سپتامبر ۲۰۱۱ با بازی کورتنی ولفسون در نقش ونزدی آدامز آغاز کرد.
کلویی گریس مورتس صداپیشگی ونزدی در فیلم پویانمایی ۲۰۱۹ و دنبالهٔ آن که در ۱ اکتبر ۲۰۲۱ منتشر شد، ایفا می‌کند. تمام خانواده عمدتاً به گونه‌ای طراحی شده‌اند که شبیه تصاویر اولیهٔ کارتون، با جزئیات اضافه‌شده هستند.
جنا اورتگا ونزدی را در سریال نتفلیکس به همین نام به تصویر می‌کشد. او برای این نقش مورد تحسین قرار گرفت و نامزد دریافت جایزهٔ گلدن گلوب بهترین بازیگر زن در مجموعه تلویزیونی شد.